# Осока магелланская
Осока магелланская (лат. Carex magellanica) — травянистое растение, вид рода Осока (Carex) семейства Осоковые (Cyperaceae).

## Ботаническое описание
Растение с коротким, ползучим корневищем.
Стебли скученные, обычно шероховатые.
Листовые пластинки (2)2,5—3(4) мм шириной, ярко-зелёные.
Верхний колосок тычиночный, реже гинекандрический; остальные 1—3 — пестичные, редко гинекандрические, эллиптические, яйцевидные или продолговатые, 6—8(10) мм в диаметре, на ножках, часто поникающие, с ланцетными, пурпурно-чёрными, часто с завёрнутыми вовнутрь краями, когтевидно-изогнутыми длиннее мешочков на 1/3 или в два раза и вдвое у́же их, опадающими чешуями. Мешочки уплощённо-трёхгранные, широкояйцевидные, почти округлые, 3—3,5 мм длиной, быстро суженные в очень короткий светло-жёлтый носик. Нижний кроющий лист линейный, без влагалища или с едва выраженным влагалищем, равен соцветию или превышает его.
Вид описан из Южной Америки, с берегов Магелланова пролива.
Подвид Carex magellanica subsp. magellanica описан из Швеции. Он отличается тем, что у него верхний колосок почти всегда гинекандрический, большим количеством тычиночных цветков (2—5) при основании боковых колосков и более длинными и широкими кроющими чешуями.

## Распространение
Европа; Западная Азия: Северо-Восточная Турция; Восточная Азия: остров Хонсю; Северная Америка (включая Южную Гренландию); Южная Америка: субантарктические районы у югу от 40° южной широты (включая Огненную Землю и Фолклендские острова).
Растёт на моховых болотах, торфяниках, мочажинах, по краям зарастающих озёр, на торфянистых берегах рек, в осоково-моховых тундрах; на равнине и в лесном, редко верхнем поясах гор.

## Систематика
В пределах вида выделяются два подвида:
- Carex magellanica subsp. irrigua (Wahlenb.) Hiitonen — Осока заливная, умеренные и субарктические районы Северного полушария
- Carex magellanica subsp. magellanica — Южная Америка